# Untitled (How Could This Happen to Me?)
Untitled (How Could This Happen to Me?) è il terzo singolo estratto dal secondo album dei Simple Plan Still Not Getting Any..., pubblicato il 1º aprile 2005.

## Videoclip
Il video musicale narra la storia di un incidente d'auto in una notte piovosa. Un uomo, guidando ubriaco, porta la sua auto a sbattere frontalmente contro quella guidata da una ragazza, che muore dopo alcuni vani tentativi di rianimarla. L'uomo, invece, sopravvive con poche ferite.
La linea guida del video è ciò che accade alle persone amate dalla vittima che, nel preciso istante dell'impatto mortale, vengono sbalzate via dal luogo in cui erano, come se anche loro avessero avuto un incidente. I Simple Plan hanno dichiarato:
Quando avviene un incidente, ci sono molte più vittime di quelle che la gente pensa, e molte vite sono cambiate per sempre… Genitori, fratelli, sorelle, figli, nonni… Tutti sentono l'impatto.
Volevamo raccontare una storia con questo video: la storia di tutte le vittime innocenti della guida in stato di ebbrezza.»

## Tracce
CD (prima versione)
1. Untitled (How Could This Happen to Me?) - 3:30
2. Welcome to My Life - 4:13

CD (seconda versione), vinile
1. Untitled (How Could This Happen to Me?) - 3:30
2. Jump (Live from Japan-Wowow Show) - 3:48

## Formazione
- Pierre Bouvier - voce
- Jeff Stinco - chitarra solista
- Sébastien Lefebvre - chitarra ritmica, voce secondaria
- David Desrosiers - basso, voce secondaria
- Chuck Comeau - batteria, percussioni

Altri musicisti
- Bob Buckley – violino
- Bill Sample – piano

## Classifiche
| Classifica (2005) | Posizione massima |
| ----------------- | ----------------- |
| Australia         | 9                 |
| Canada            | 3                 |
| Nuova Zelanda     | 20                |
| Paesi Bassi       | 51                |
| Svezia            | 3                 |
| Svizzera          | 7                 |
| Stati Uniti       | 49                |